# Moskva slzám nevěří
Moskva slzám nevěří (rusky Москва слезам не верит – Moskva slezam ně verit) je sovětský film režiséra Vladimira Valentinoviče Meňšova natočený v roce 1979. Patřil k nejpopulárnějším sovětským filmům své doby. V roce 1981 získal amerického Oskara za nejlepší cizojazyčný film a byl nominován na Zlatého medvěda. Hlavní role hráli Věra Alentova a Alexej Batalov. Scénář napsal Valentin Černych.

## Děj
Hlavní hrdinkou filmu je Kateřina (hraje ji Vera Valentinovna Alentova). Nejprve bydlí se svými kamarádkami Ljudmilou a Toňou (hrají je Irina Muravjova a Raisa Rjazanova) na ubytovně, pracuje v továrně a snaží se dostat na vysokou školu v oboru chemie. Ljudmila se snaží nějakým vztahem a sňatkem skokově zvýšit své společenské postavení – dokonce úkoluje vrátnou na ubytovně, aby se při vyřizování telefonátů na její nové známé tvářila, že se dovolali do soukromého bytu, zatímco Toňa směřuje ke svatbě se sympatickým nicméně průměrně společensky postaveným Nikolajou (Boris Smorčkov).
Když Kateřinu požádají její strýc a teta (Michail Zimin a Ivetta Kiseleva) o hlídání jejich luxusního „profesorského“ bytu během jejich dovolené, přesvědčí ji Ljudmila, že tam budou bydlet spolu a budou se vydávat za dcery profesora. Kateřině se plán moc nelíbí, nicméně souhlasí s realizací a Ljudmila sezve do bytu zástupce „lepší“ společnosti na večírek. Zprvu záležitost vypadá úspěšně, o Ljudmilu se začne zajímat slavný hokejista Sergej (Alexandr Faťušin) a o Kateřinu kameraman Rodion (Jurij Vasiljev). Kateřina se snaží vycouvat, nicméně na Ljudmiliny prosby ve hře setrvá, což má za následek, že počne s Rodionem dítě – kamarádky se o tom dozvědí na svatbě Toni s Nikolajou. Krátce poté vychází lež najevo, když je Rodion kameramanem televizní výpravy, která přijede s Kateřinou s coby příkladnou pracovnicí natočit rozhovor. Zatímco Sergejovi lež nevadí a nakonec si Ljudmilu vezme, Rodion se cítí dotčen a když se dozvídá o dítěti, nechce s ním nic mít.
Ljudmila se cítí provinile a snaží se situaci napravit vyhrožováním Rodionově rodině. Rodionova matka ovšem přijde dát rázně najevo, že jediné, co může Kateřina přijmout, je jednorázová finanční kompenzace – tu Kateřina odmítá. Zvažuje sice ukončení těhotenství, nicméně běžní lékaři ho v pokročilé fázi těhotenství odmítají provést a na protekčního lékaře nemá kontakty. Nakonec se jí narodí dcera Alexandra.
Děj filmu pokračuje o dvacet let později. Kateřina vystudovala a je nyní úspěšnou ředitelkou chemičky. Je stále svobodná a žije v bytě s dcerou (v dospělosti ji hraje Natalja Vavilova), kromě toho má stálého ženatého milence, jehož nedůstojným chováním při hrozícím odhalení nevěry ovšem není nadšena. Ljudmilino manželství bylo nakonec neúspěšné, Sergej neunesl svou slávu a stal se alkoholikem, který k ní i po letech od rozchodu chodí žebrat o peníze; sama Ljudmila přitom pracuje v čistírně oděvů a není bohatá. Zato Toňa žije s Koljou ve šťastném manželství s třemi dětmi.
Když se Kateřina vrací z návštěvy na chatě u Toni a Nikolaj, potká se ve vlaku s Gošou (Alexej Batalov), který je sympatický a navíc se do ní okamžitě zamiluje. Nedá se odbýt, odveze ji taxíkem domů, později se pozve na oběd a pak pozve Kateřinu i se Alexandrou na piknik se svými přáteli. Je sice jen mistrem zámečníkem ve vědeckém institutu, ale přátele má i mezi vědci, kteří si ho i jeho práce váží. Vztah ovšem opět vzniká částečně na přetvářce: Kateřina se Gošovi neodváží prozradit, že je ředitelkou, protože ten dává výrazně najevo, že v rodině má být dominantní muž a měl by mít i lepší plat či společenské postavení. Goša si pak získá i Alexandru, když pomůže jejímu nápadníkovi v pouliční rvačce.
Do továrny přichází Rodion, aby natočil rozhovor s Kateřinou coby úspěšnou ředitelkou. Zprvu ji nepoznává, ale když ji pozná, začne o ni opět mít zájem a zejména se zajímá o svou dceru. Kateřina se uvolí se s ním krátce soukromě sejít, nicméně na schůzce mu jasně dá najevo, že je pro ni dávnou minulostí a nechce ho znovu vidět ani ho seznamovat s dcerou. Rodion se nenechá odbýt a přijde ke Kateřině v době večeře. Mimochodem Gošovi prozradí, že Kateřina je ředitelkou, a dotčený Goša navzdory Kateřininým protestům odchází.
Kateřina se hroutí a přijíždí za ní Ljudmila, Toňa i Nikolaj, aby jí pomohli. Kolja se nakonec rozhodne Gošu vypátrat a přivést zase ke Kateřině. Ukazuje se, že i Goša rozchod nese těžce a tak se nechá přesvědčit, aby se ke Kateřině vrátil.

## Obsazení
| Herec                             | Role                                                         |
| --------------------------------- | ------------------------------------------------------------ |
| Věra Valentinovna Alentova        | Kateřina Tichomirova (Kátja)                                 |
| Irina Vadimovna Muravjova         | Ljudmila Sviridova (Ljuda)                                   |
| Raisa Ivanovna Rjazanova          | Antonina Bujanova (Toňa)                                     |
| Alexej Vladimirovič Batalov       | Georgij Ivanovič (Goša)                                      |
| Alexandr Konstantinovič Faťušin   | Sergej Gurin, manžel Ljudmily, slavný hokejista              |
| Jurij Nikolajevič Vasiljev        | Rodion Petrovič Račkov, kameraman, otec Alexandry            |
| Boris Fjodorovič Smorčkov         | Nikolaj Michajlovič, manžel Antoniny                         |
| Natalja Dmitrijevna Vavilova      | Alexandra Alexandrovna Tichomirova, dcera Kateřiny a Rodiona |
| Valentina Alexejevna Ušakova      | Anna Nikitična, matka Nikolaje                               |
| Viktor Vladimirovič Uralskij      | Michail Ivanovič, otec Nikolaje                              |
| Jevgenija Nikandrovna Chanajeva   | matka Rodiona                                                |
| Zoja Alexejevna Fjodorova         | vrátná na ubytovně                                           |
| Michail Nikolajevič Zimin         | profesor Alexej Tichomirov, strýc Kateřiny                   |
| Ivetta Grogorjevna Kiseleva       | Margarita (Rita), teta Kateřiny                              |
| Vladimir Pavlovič Basov           | Anton Kruglov                                                |
| Lija Medžidovna Achedžakova       | Olga Pavlovna, vedoucí klubu                                 |
| Oleg Pavlovič Tabakov             | Voloďa, milenec Kateřiny                                     |
| Vladlen Vladimirovič Paulus       | Ledněv, mistr v továrně, Kateřinin nadřízený                 |
| Larisa Barabanova                 | spolupracovnice Ljudmily v pekárně                           |
| Taťjana Ivanovna Žukova-Kirtbaja  | Polina, spolupracovnice Ljudmily v čistírně                  |
| Gennadij Michajlovič Jalovič      | Gošův přítel, vědec                                          |
| Alexandr Emmanuilovič Boroďanskij | Gošův přítel                                                 |
| Soljanov Alfred Michajlovič       | Gošův přítel (kytarista)                                     |
| Vladimir Michajlovič Gusev        | generál, klient v čistírně                                   |
| Muza Viktorovna Krepkogorskaja    | generálová                                                   |
| Jelena Ivanovna Volskaja          | vrátná v mrakodrapu                                          |
| Viktor Andrejevič Lazarev         | starý muž ve výtahu                                          |
| Vladimir Valentinovič Meňšov      |                                                              |
| Eduard Vasiljevič Ozerjanskij     | Eduard Vasiljevič Ozerjanskij                                |
| Ljudmila Stojanova                |                                                              |
| Alexandra Alexejevna Děnisova     | Marija Michajlovna, sousedka Goši                            |

Několik osobností má filmu jen krátký štěk: Andrej Andrejevič Vozněsenskij (hraje sám sebe a recituje svou báseň), Innokentij Michajlovič Smoktunovskij, Georgij Alexandrovič Jumatov, Leonid Vladimirovič Charitonov, Taťjana Georgijevna Koňuchova, Pavel Rudakov a Veniamin Něčajev.